# Jolene (singolo Dolly Parton)
Jolene è un singolo della cantante statunitense Dolly Parton, pubblicato il 15 ottobre 1973 come primo estratto dall'omonimo album.
La canzone è un caposaldo della discografia di Dolly Parton, venendo considerata dalla critica musicale uno dei brani più rappresentativi del genere country. Nel 2021 la nota rivista musicale Rolling Stone colloca il brano al 63º posto nella lista delle 500 migliori canzoni di tutti i tempi. Ai Grammy Awards la canzone è stata candidata per la migliore performance vocale country femminile nel 1975 e nel 1976 per la versione live.
Nel corso degli anni sono state registrate numerose cover della canzone sia in inglese che in lingua spagnola, tra cui da Olivia Newton-John, The White Stripes, Miley Cyrus e Måneskin. La versione del 2016 del gruppo musicale Pentatonix ha vinto il Grammy Award alla miglior interpretazione country di un duo/gruppo. Nel 2024 Beyoncé include una cover di Jolene nell'album Cowboy Carter con corpose modifiche al testo e alla produzione; quest'ultima ha ottenuto ampio successo nelle classifiche di vendita internazionali.

## Storia
La canzone narra di una donna che affronta Jolene, una bellissima ragazza. La donna crede che quest'ultima stia tentando di sottrarre il suo uomo e per l'appunto la prega di non portarglielo via. Nel corso della canzone la ragazza implora Jolene dicendo "please don't take him just because you can", cioè "per favore, non prenderlo solo perché puoi farlo" ("please don't take him even though you can" in un'altra strofa, ovvero "per favore, non prenderlo anche se puoi farlo"). Secondo quanto sostenuto dalla Parton, la canzone è stata ispirata da un'impiegata di banca dai capelli rossi che flirtò con suo marito Carl Dean alcuni giorni dopo il loro matrimonio. In un'intervista, Dolly Parton rivelò che il nome e l'aspetto di questa erano basati su una giovane ammiratrice che l'aveva raggiunta sul palco per chiederle un autografo.

## Accoglienza
La canzone è considerata dai critici musicali una delle canzoni più espressive del genere country. Nel 2014 Rolling Stone ha classificato la canzone al 9º posto della lista 100 migliori canzoni country di tutti i tempi. Il sito Genius ha collocato la canzone al 38º posto nella lista delle "100 migliori testi di canzoni country di tutti i tempi.
Time Out ha classificato la canzone al secondo posto della sua lista Le 35 migliori canzoni country di tutti i tempi. The Tennessean ha incluso la canzone nella sua lista del 2019 delle 100 migliori canzoni country di tutti i tempi, scrivendo che «attraversa il genere e le generazioni, una canzone unica al mondo senza confini». Anche NME ha incluso la canzone nella sua lista del 2018 delle 25 migliori canzoni di musica country di tutti i tempi.
Il Time ha inserito la canzone nella lista delle 100 migliori canzoni del 2011. Nel 2021 la nota rivista musicale Rolling Stone colloca il brano al 63º posto nella lista delle 500 migliori canzoni di tutti i tempi.

## Classifiche
| Classifica (1973–1974)               | Posizione raggiunta |
| ------------------------------------ | ------------------- |
| Canada                               | 84                  |
| Canada (Adult Contemporary)          | 40                  |
| Canada (Country)                     | 1                   |
| Regno Unito                          | 7                   |
| Stati Uniti                          | 60                  |
| Stati Uniti (Hot Adult Contemporary) | 44                  |
| Stati Uniti (Hot Country)            | 1                   |

## Versione di Beyoncé
La cantante americana Beyoncé ha registrato una cover di Jolene per l'ottavo album in studio Cowboy Carter, pubblicato il 29 marzo 2024.

### Antefatti
L'11 marzo 2024, in un'intervista a Knox News, Dolly Parton ha rivelato che Beyoncé aveva chiesto di registrare una cover della canzone. Dopo l'uscita del brano, Parton ha elogiato la cover, scrivendo che «ho appena sentito Jolene. Beyoncé sta dando dei problemi a "quella" ragazza e se li merita».

### Modifiche al testo e produzione
La cover del brano presenta cambiamenti nel testo e nella produzione della canzone originale. Ciononostante, tutti i crediti di composizione sono stati attribuiti alla Parton. Nella versione di Beyoncé il bridge presenta melodie aggiuntive e include un coro di voci che sostiene la cantante. Lauren Boisvert di American Songwriter ha sottolineato che, sebbene la melodia sia la stessa in entrambe le canzoni, quella della Parton è «twangy alla chitarra», mentre la cover di Beyoncé «impiega un suono di chitarra più morbido sostenuto da un ritmo pulsante per legare la canzone alle sue radici pop/R&B».
Dal punto di vista del testo, la cover cambia il significato attribuito al ruolo di Jolene e all'interlocutore che le parla. I critici hanno fatto notare che mentre nella versione della Parton la cantante implora Jolene di non prendersi il suo uomo, Beyoncé avverte Jolene di non fare lo stesso con il suo. Altri critici hanno fatto riferimento al testo riscritto come se fosse rivolto all'infedeltà di Jay-Z. Nel brano che precede Jolene nell'album, intitolato Dolly P., Parton introduce il rifacimento dicendo: «Sai, quella femminuccia dai bei capelli di cui hai cantato mi ha ricordato una persona che conoscevo a suo tempo; [...] solo che ha ciocche fiammeggianti di capelli ramati. Che sia benedetto il suo cuore. Solo un capello di un colore diverso, ma fa male lo stesso», riferendosi a una ragazza chiamata «Becky with the good hair (Becky dai bei capelli)» nella canzone Sorry presente nell'album Lemonade di Beyoncé.

### Successo commerciale
Negli Stati Uniti la cover ha esordito alla posizione numero 7 della Billboard Hot 100, diventando la versione di Jolene con il più alto piazzamento in classifica. Grazie a ciò è divenuta la 24ª top-ten di Beyoncé nella Hot 100 e la terza di Cowboy Carter, entrando in classifica contemporaneamente a Texas Hold 'Em e II Most Wanted con Miley Cyrus. Le tre canzoni hanno occupato anche le prime tre posizioni della Hot Country Songs, con Jolene al terzo posto, rendendo Beyoncé la prima artista donna a raggiungere questo risultato nella classifica.
In Australia la cover ha raggiunto la posizione numero 24 della ARIA Singles Chart dopo la prima settimana di vendita, diventando la posizione più alta raggiunta dalla canzone nella classifica. Nel Regno Unito Jolene ha esordito alla posizione numero 8 della Official Singles Chart il 5 aprile 2024, una delle tre canzoni di Cowboy Carter nella top ten di quella settimana.

### Classifiche
| Classifica (2024) | Posizione massima |
| ----------------- | ----------------- |
| Australia         | 24                |
| Belgio (Fiandre)  | 49                |
| Brasile           | 69                |
| Canada            | 19                |
| Danimarca         | 32                |
| Francia           | 70                |
| Grecia            | 53                |
| Irlanda           | 11                |
| Islanda           | 25                |
| Norvegia          | 34                |
| Nuova Zelanda     | 23                |
| Paesi Bassi       | 26                |
| Portogallo        | 30                |
| Regno Unito       | 8                 |
| Stati Uniti       | 7                 |
| Svezia            | 33                |
| Svizzera          | 21                |

## Cover
- Olivia Newton-John - in Come on Over (1976)
- Strawberry Switchblade (1985)
- Las chicas del can - versione in lingua spagnola con titolo Youlin (1986)
- Queenadreena (2000)
- Kelly Chen - in In The Party (2001)
- Mindy Smith - in  One Moment More (2003)
- The White Stripes - in Under Blackpool Lights (2004)
- Grace Potter and the Nocturnals (2012)
- Pentatonix - in PTX, Vol. IV - Classics; alla 59ª edizione dei Grammy Awards la cover ha vinto il premio alla miglior interpretazione country di un duo/gruppo
- Chiquis Rivera e Becky G - versione in lingua spagnola (2020)
- Lil Nas X - in Montero (2021)
- Miley Cyrus - in Attention: Miley Live (2022)
- Måneskin - con Dolly Parton nella versione deluxe del quarantanovesimo album Rockstar della cantante (2024)